# 테크니컬 디렉터
테크니컬 디렉터(Technical Director / TD)는 보통 소프트웨어 회사, 엔지니어링 회사, 영화사 또는 방송사의 기술 전문가를 말한다. 일반적으로 특정 기술 분야의 최고 수준의 기량을 가지고 있으며 해당 업계의 전문가로 인식된다.

## 소프트웨어
소프트웨어 개발에서 테크니컬 디렉터란 보통 기술적인 위험 요소와 기회를 관리하여 회사의 제품을 시장에 성공적으로 출시하는 책임을 진다. 개발팀들과 함께 핵심 소프트웨어 설계와 구현 방식을 결정하고 과제 간의 의존성 확인 및 일정을 수립한다. 수정 요청들을 관리하고 결과물의 품질을 보장하며 기술적 운용 사례들로 팀에게 방향을 제시한다.
주요 업무:
- 각 프로젝트의 개발팀과 함께 기술적인 전략을 정의: 파이프라인, 툴, 핵심 개발 절차 등
- 기술적 위험 요소 평가와 완화 계획 수립.
- 표준 규칙을 수립하고 프로젝트 진행 상황 측정.
- 개발 팀 평가, 강점 분석, 문제 영역 파악, 실적 개선을 위한 개발 계획.
- 기술직 면접 및 평가
- 개발 혁신을 위한 신기술과 도구들의 동향 파악 및 평가
- 소프트웨어 설계 문서의 일정 및 타당성 감독
- 초기 설계 목표의 실현 가능성 평가와 최종 일정에 미칠 영향 파악
- 소프트웨어가 제대로 구현되었는지 평가
- 프로젝트 디렉터에게 고 위험 영역을 찾도록 도움
- 소프트웨어 결함 조사 및 수정 계획 수립
- 가능한 경우 자동화 된 테스트 프로세스를 만들고 빌드 시스템에 구축에 기여
- 출시 전 모든 단계의 마무리 지원

## 영화
영화나 3D 애니메이션의 제작 과정에서 컴퓨터 그래픽스와 관련된 기술적 문제를 찾고 해결하는 전문가를 말한다. 기존에는 뚜렷한 구분되는 직종인 아티스트와 프로그래머의 역할을 동시에 하는 특징이 있는 새로운 직종 분야이다. 이 직종은 현재까지는 명확한 정의를 갖추어 나가는 상태이고 회사와 프로젝트 상황에 따라 직무가 다양한 경향이 있다.
비슷한 직종인 그래픽 사이언티스트는 본인이 기술의 생산자로서 소프트웨어와 알고리즘을 통해 제작 과정의 문제를 해결하는 역할을 한다면 TD는 이미 주어진 기술에 대한 분석적 소비자로서 그것의 작동/적용 원리를 파악하여 이를 창조적으로 활용해서 문제를 해결하는 역할을 하고 나아가서 프로젝트의 성공을 이끈다. 따라서 테크니컬 디렉터는 세부 분야와 관련된 소프트웨어에 대한 해박한 지식과 경험이 필수적이다.

### 요구사항
- 3차원 컴퓨터 그래픽스의 이론에 대한 이해
- 합성, 텍스처, 동작 등에 대한 기본적인 이해
- 윈도우/유닉스/리눅스 등 환경에서 프로그래밍 실력
- 전산학, 수학, 물리학, 건축학, 공학 등에 대한 지식

### 업무사항
- 아티스트와 기술자들과의 협업을 통해 디지털 모델, 셰이더, 이펙츠 소프트웨어, 이미지 등을 제작
- 제작 상의 중간 결과물에 대한 기술적인 리뷰와 개선
- 사용자에 대한 기술 서포트 지원

### 세부분야
- Effects TD
- Lighting TD
- Modeling TD
- Pipeline TD
- Creature TD
- Cloth TD
- Rigging TD
- character TD